# Monothecium
Monothecium là chi thực vật có hoa trong họ Acanthaceae.